# Adolf Preschern
Adolf Emil Preschern (* 9. Februar 1971 in Eisenkappel-Vellach) ist ein ehemaliger österreichischer Fußballtorwart und nunmehriger -trainer.

## Karriere

### Als Spieler
Adolf Preschern begann seine Karriere beim SV Sittersdorf. Im Jänner 1991 wechselte er zum SAK Klagenfurt. Mit den Klagenfurtern stieg er 1995 in die zweite Liga auf. Sein Debüt in der zweiten Liga gab er im August 1995, als er am ersten Spieltag der Saison 1995/96 gegen den Favoritner AC in der Startelf stand. Bis Saisonende kam er zu 28 Zweitligaeinsätzen, der SAK stieg nach einer Spielzeit wieder aus der zweiten Liga ab.
Zur Saison 1997/98 wechselte Preschern zum Zweitligisten FC Kufstein. Für die Tiroler absolvierte er 25 Zweitligaspiele, stieg zu Saisonende allerdings auch mit Kufstein in die Regionalliga ab. Im Jänner 1999 wechselte er zurück in seine Kärntner Heimat zum BSV Bad Bleiberg. Mit Bad Bleiberg stieg er 2000 in die zweite Liga auf. In drei Spielzeiten kam er zu 19 in der zweithöchsten Spielklasse. Zur Saison 2003/04 schloss er sich dem Ligakonkurrenten SV Ried an. In Oberösterreich kam er zu elf Einsätzen. Im Jänner 2004 kehrte er zu Bad Bleiberg zurück, das inzwischen als BSV Juniors Villach auftrat. Für die Juniors kam er bis Saisonende zu 15 Zweitligaeinsätzen. Zu Saisonende stieg der Verein in die Regionalliga ab und löste sich daraufhin nach einer Saison wieder auf.
Zur Saison 2004/05 wechselte er zum FC St. Veit. Im Jänner 2007 kehrte er zum Regionalligisten SAK zurück. Für den SAK machte er 27 Spiele in der Regionalliga. Zur Saison 2008/09 wechselte er zur fünftklassigen WSG Brückl. Für Brückl kam er zu 16 Einsätzen in der Unterliga. Zur Saison 2009/10 wechselte er zum FC Welzenegg, für den er nicht zum Einsatz kam. In der Rückrunde jener Spielzeit stand er wieder in St. Veit unter Vertrag, kam aber auch dort nicht zum Einsatz. Zur Saison 2010/11 schloss Preschern sich dem SV Sachsenburg an, bei dem er nach der Saison 2010/11 auch seine Karriere nach 14 Einsätzen beendete.

### Als Trainer
Preschern fungierte in der Rückrunde der Saison 2006/07 als Torwarttrainer des SV Sittersdorf. In der Saison 2008/09 hatte er dieselbe Position beim SC Globasnitz inne. Von April 2009 bis zum Ende der Saison 2008/09 war er zudem Cheftrainer der WSG Brückl, bei der er zu jenem Zeitpunkt selbst spielte. Zwischen 2009 und 2012 trainierte er die Torhüter des FC St. Veit, von 2009 bis 2014 zudem die des FC Poggersdorf. In der Saison 2011/12 war er auch Torwarttrainer beim SV Spittal/Drau.
Im Jänner 2012 wurde er Torwarttrainer beim Zweitligisten Wolfsberger AC, der am Ende der Saison 2011/12 in die Bundesliga aufstieg. Nach siebeneinhalb Jahren beim WAC wurde er nach der Saison 2018/19 durch Christian Gratzei ersetzt.